# Jenna Raine
Jenna Raine Simmons (născută la 17 februarie 2004), cunoscută profesional ca Jenna Raine, este o compozitoare și compozitoare americană, cunoscută cel mai bine ca membru al grupului de fete, L2M. Ea este din Westlake, Texas. În septembrie 2019, ea a anunțat că se alătură ca rol secundar pentru turneul In Real Life, For U Tour.
Carieră
După o recomandare de la un prieten de familie, ea a început să ia lecții la Septien Entertainment Group, un centru de formare de top al industriei muzicale cu sediul în Dallas, Texas La începutul anului 2015, s-a alăturat trupei de fete, L2M (Listening to Music), care au fost cercetate în toată America și și-au lansat single-ul de debut „GIRLZ” la mijlocul lui ianuarie 2016. În 2017, trupei i s-a oferit să participe Seria originală YouTube Red, Hyperlinked, Raine cu personajul Olivia. După patru ani în L2M, ea a început să urmeze o carieră solo. Ea și-a lansat single-ul de debut solo „Us” în octombrie 2018 și a anunțat că va susține duo-ul muzical din Marea Britanie Max & Harvey în turneul din Marea Britanie și Irlanda.[1] La începutul lui 2019, ea și-a lansat independent EP-ul de debut, Nen, și a deschis încă o dată pentru Max & Harvey pentru turneul Coming Soon din aprilie. Pe 24 septembrie 2019, ea a anunțat că va fi un rol secundar pentru In Real Life's For U Tour

## Despre
Jenna Raine s-a născut pe 17 februarie 2004 din Carla și Rick Simmons. Are patru frați: Jessica Chernikova (născută la 1 august), Jake Farina (născută la 22 mai 1997) și alți doi. Ea a cântat la un spectacol de talente la școală cu „Rolling in the Deep” a lui Adele, când era în clasa a treia, făcându-și părinții să ia atenție și să-i dea lecții de canto pentru a zecea aniversare